# Christian Holmboe
Christian Holmboe (Verenigd Koninkrijk, Gloucester, 24 december 1871 – Noorwegen, Oslo, 7 mei 1947) was een Noors componist. Zijn beroep was tevens docent en directeur van de Muziekschool voor militairen. Er is slechts een handvol composities van hem bekend.
Anton Christian Schweigaard Holmboe groeide op in het gezin van zeeman Ole Anthon Norman Holmboe, zijn moeder was Anne Cathrine Stub. Christian Holmboe, huwde zelf Borghild Foss (1871-1944). Hun zoon Fin Norman Holmboe werd deels naar zijn grootvader vernoemd.
Werken:
- Romance voor salonorkest
- Vuggevise voor piano (1928)
- Solstreit vals (1908, wals voor piano, later voor militair orkest); het werk kende destijds enkele uitvoeringen door militaire orkesten
- Guldfugl vals voor piano (1914, Oluf By)
- Brigademarsch (1915, opgedragen aan generaal-majoor J.L. Bull)
- En lykkedrom (1920, 3e druk bij Oluf By)
- Alte Zeiten, suite voor piano (Haakon Zapff, 1909)
- opus 4: St Hanskveld voor strijkorkest[3]
- Hjerterdame vals voor piano (2e druk, 1917, Oluf By)

- Bibsys: 3095836
- Virtual International Authority File: 224163486